# Liste der Pfarrer an der Kirche St. Maria auf dem Berg (Nordhausen)
Dies ist eine Liste der Pfarrer und anderer Amtsträger an der Kirche St. Maria auf dem Berg in Nordhausen.

## Pfarrer
Aus der Zeit vor der Reformation sind 26 Personen überliefert. Sie werden allesamt als Vikare bezeichnet.
| Name                               | Zeit       | Lebensdaten | Bemerkungen                               |
| ---------------------------------- | ---------- | ----------- | ----------------------------------------- |
| Berthold Lorbeyn                   | 1348       | † 1360?     |                                           |
| Sander                             | 1355, 1364 |             |                                           |
| Klaus Große                        | 1386?      |             |                                           |
| Heinrich Steinse                   | 1389       |             | Vikar am Altar des Simon und Judas        |
| Johann Egen                        |            |             |                                           |
| Klaus von Greußen                  |            |             |                                           |
| Albrecht Keyser                    |            |             |                                           |
| Dietrich Werde                     | 1406       |             |                                           |
| Heinrich Guthmann                  | 1416       |             |                                           |
| Conrad Unterberg                   | 1416       |             |                                           |
| Johann Pompey                      | 1432       |             | auch Vikar am Nordhäuser Dom              |
| Hermann Urbach                     | 1448?      |             |                                           |
| Simon Urbach (Urbeche)             | 1464       |             | auch Vikar an St. Nikolai und St. Martini |
| Heinrich Wende                     | 1465, 1469 |             |                                           |
| G. Offener                         | bis 1477   |             |                                           |
| Johann Montag                      | 1477       |             |                                           |
| Heinrich Sonnabend                 | 1478       |             |                                           |
| Andreas Hafferung                  | 1478, 1487 |             |                                           |
| Ludolph von Immeden                | 1480, 1500 |             |                                           |
| Johann Hufener                     | 1482       |             |                                           |
| Johann Stein                       | 1489       |             |                                           |
| Heinrich „Smed“                    | 1498       |             |                                           |
| Johann Milgitz                     | 1507       |             |                                           |
| Mag. Ruprecht Schneider (Sartoris) | 1508       |             |                                           |
| Johann Sperling                    | 1533       |             |                                           |
| Georg Dume                         | 1535       |             |                                           |

25 Pfarrer wirkten nach der Reformation.
| Name                                | Zeit         | Lebensdaten                          | Bemerkungen |
| ----------------------------------- | ------------ | ------------------------------------ | --- |
| Andreas Gewaltig                    | um 1556–1567 |                                      | |
| Oswald Eckstein                     | 1567–1568    |                                      | |
| Mag. Johann Pflug                   | 1569–1687    | † 1587                               | vor 1569 Diakon in Heringen |
| Melchior Hase (Leporinus)           | 1587–1589    |                                      | aus Gittelde, vor 1582 Prediger in Gorsleben, 1582 Pfarrer in Kindelbrück, ab 1584–1586 Diakon an St. Nikolai, 1589 Pfarrer in Braunschweig, Prediger in Drübeck |
| Mag. Johannes Rieger                | 1589–1597    |                                      | 1583–1584 Diakon zu St. Petri, 1584–1589 Pfarrer an St. Blasii, nach 1597 Pfarrer in Schernberg                                                                  |
| Mag. Johann Praetorius (Schulze)    | 1597–1598    | † 5. September 1598                  | aus Wartenberg, 1585 Rektor am Gymnasium |
| Mag. Johann Jonas (Jonä)            | 1598–1634    | 1558 – 22. Mai 1634                  | 1597–1598 Diakon an St. Nikolai, zugleich Pfarrer an St. Martini                                                                                                 |
| Georg Lothus                        | 1634–1663    |                                      | vor 1631 Quartus am Gymnasium, 1663–1672 Pfarrer an St. Petri |
| Mag. Johann Arnold Melle            | 1663–1682    | 10. März 1632 – 1682                 | 1656 Pfarrer in Klein Leinungen, 1659 Pfarrer in Rosla |
| Johann Nikolaus Rohrmann            | 1683–1687    |                                      | nach 1687 Pfarrer an St. Jacobi, 1698–1716 Pfarrer an St. Nikolai                                                                                                |
| Heinrich Christoph Linke            | 1687–1692    | † 25. Juli 1692                      | vor 1683 Schullehrer in Berka, ordiniert am 14. Juli 1683, 1683–1687 Aedituus an St. Nikolai und zugleich Pfarrer an St. Martini und St. Elisabeth               |
| Dr. Lic. Albert Ephraim Hempel      | 1692–1701    |                                      | nach 1701 Pfarrer an St. Jacobi |
| Johann Balthasar Reinhardt          | 1701–1716    |                                      | 1716–1741 Pfarrer an St. Nikolai |
| Friedrich Christian Lesser          | 1716–1741    | 12. Mai 1692 – 17. September 1754    | |
| Johann Michael Sieckel              | 1741–1748    | 22. Juni 1702 – 19. Mai 1748         | 1739–1741 Aedituus an St. Nikolai, zugleich Pfarrer an St. Martini und St. Elisabeth                                                                             |
| Dr. August Richard Eulhardt         | 1748–1749    | 23. Februar 1722 – 18. Februar 1797  | 1744–1748 Diakon und 1749–1797 Pfarrer an St. Petri |
| Mag. Johann Paul Kirchner           | 1749–1761    | 14. November 1710 – 25. Februar 1761 | 1744 kursächsischer Feldprediger |
| Christian Friedrich Wiederhold      | 1761–1776    | 2. November 1711 – 23. Oktober 1776  | 1749–1761 Diakon an St. Petri |
| August Heinrich Schulze             | 1777–1817    | 20. September 1742 – 30. Mai 1817    | 1767–1777 Aedituus an St. Nikolai, zugleich Pfarrer an St. Martini und St. Elisabeth                                                                             |
| Johann Konrad Sander                | 1818–1842    | 17. März 1786 – 21. April 1842       | 1811 Aedituus an St. Maria im Tale |
| Heinrich Friedrich Ludwig Niemeyer  | 1842–1850    | * 18. Mai 1806                       | 1840 Oberlehrer am Gymnasium, nach 1850 Prediger in Gehofen |
| Julius Ferdinand Gräger             | 1850–1899    |                                      | |
| Dr. Karl Wilhelm August Benkenstein | 1900–1940    |                                      | |
| Heinrich Friedrich Karl Knuth       | 1941–1949    |                                      | |

## Aeditui (Kirchner)
| Name                           | Zeit      | Lebensdaten                     | Bemerkungen                                                          |
| ------------------------------ | --------- | ------------------------------- | -------------------------------------------------------------------- |
| Georg Zimmermann               | 1576      | † 22. Oktober 1577              |                                                                      |
| Heinrich Spangenberg           | 1578      |                                 |                                                                      |
| Jodocus (Jobst) Nicolai        | 1581      | † 1582                          |                                                                      |
| Volckmar Luder                 | 1582      |                                 |                                                                      |
| Sebastian Kleinkauff           | 1583      |                                 |                                                                      |
| Joachim Dolarius               | 1593      |                                 | 1594–1632 Aedituus an St. Nikolai, zugleich Pfarrer an St. Cyriaci   |
| Georg Gräfe                    | 1614      |                                 |                                                                      |
| Georg Zimmermann               |           |                                 | vorher Aeditus im Nordhäuser Dom, 1640 Konversion, Kantor in Auleben |
| Andreas Pauli                  | 1640      |                                 | vor 1640 Kantor in Auleben                                           |
| Johann Königerodt (Liesegang?) | 1645–1657 |                                 | vor 1645 Schulmeister und Kantor zu Appenrode, Aedituus an St. Petri |
| Johann Kaul                    | 1657–1666 |                                 |                                                                      |
| Andreas Georg Schulrabe        | 1666      | † 1692                          |                                                                      |
| Sebastian Petri                | 1693      | † 1699                          |                                                                      |
| Johann Adam Heise              | 1699      | † 7. September 1751             | aus Lipprechterode                                                   |
| Johann Georg Heise             | 1733–1782 | † 14. April 1784                | Sohn des Vorigen                                                     |
| Johann Konrad Heise            | 1733–1831 | 22. Februar 1761 – 7. März 1831 | Sohn des Vorigen                                                     |
| Johann Georg Heinrich Diehle   | 1831–1860 |                                 | Schwiegersohn des Vorigen                                            |